# Berry (Australia)
Berry – miasto w Australii, w stanie Nowa Południowa Walia.